# Östersjökommissionen

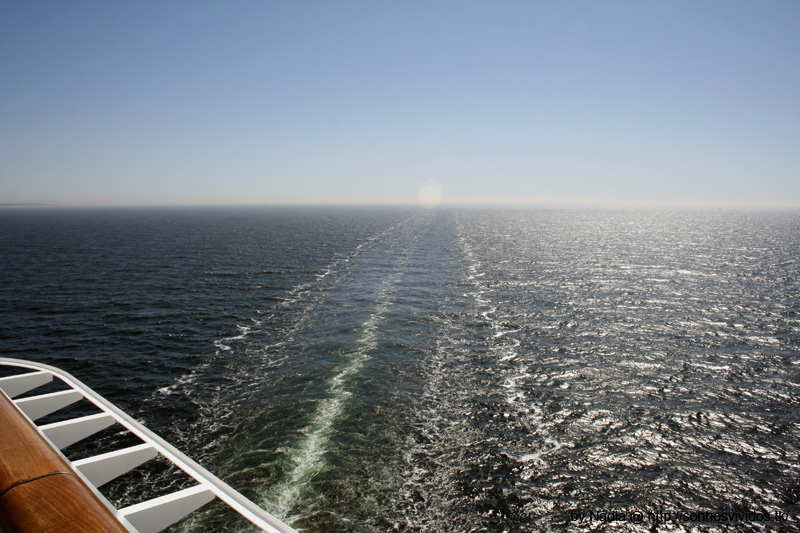
Östersjön

Östersjökommissionen (Baltic Sea Commission, CPMR-BSC) är ett internationellt samarbete mellan regionala förvaltningar i Östersjöregionen. Organisationen är en underavdelning till Conference of Peripheral Maritime Regions of Europe (CPMR) och deltar i nätverket Östersjösamarbetet.

## Medlemmar
- Danmark: regionerna Midtjylland och Syddanmark samt Bornholms regionskommun.
- Estland: länen (estniska maakond) Dagö, Ösel och Pärnu.
- Finland: landskapsförbunden Egentliga Finland, Kymmenedalen, Norra Österbotten, Päijänne-Tavastland och Östra Nyland samt det självstyrande landskapet Åland.
- Lettland: distrikten (lettiska rajon) Tukuma och Riga.
- Litauen: distriktet (litauiska apskritis) Klaipeda.
- Norge: Nordland fylke.
- Polen: vojvodskapet Podlasie.
- Sverige: länen Blekinge, Gotland, Gävleborg, Norrbotten, Skåne, Stockholm, Västerbotten, Västra Götaland, Västernorrland och Örebro[1].
- Tyskland: förbundslandet Mecklenburg-Vorpommern.